# Jayna Hefford

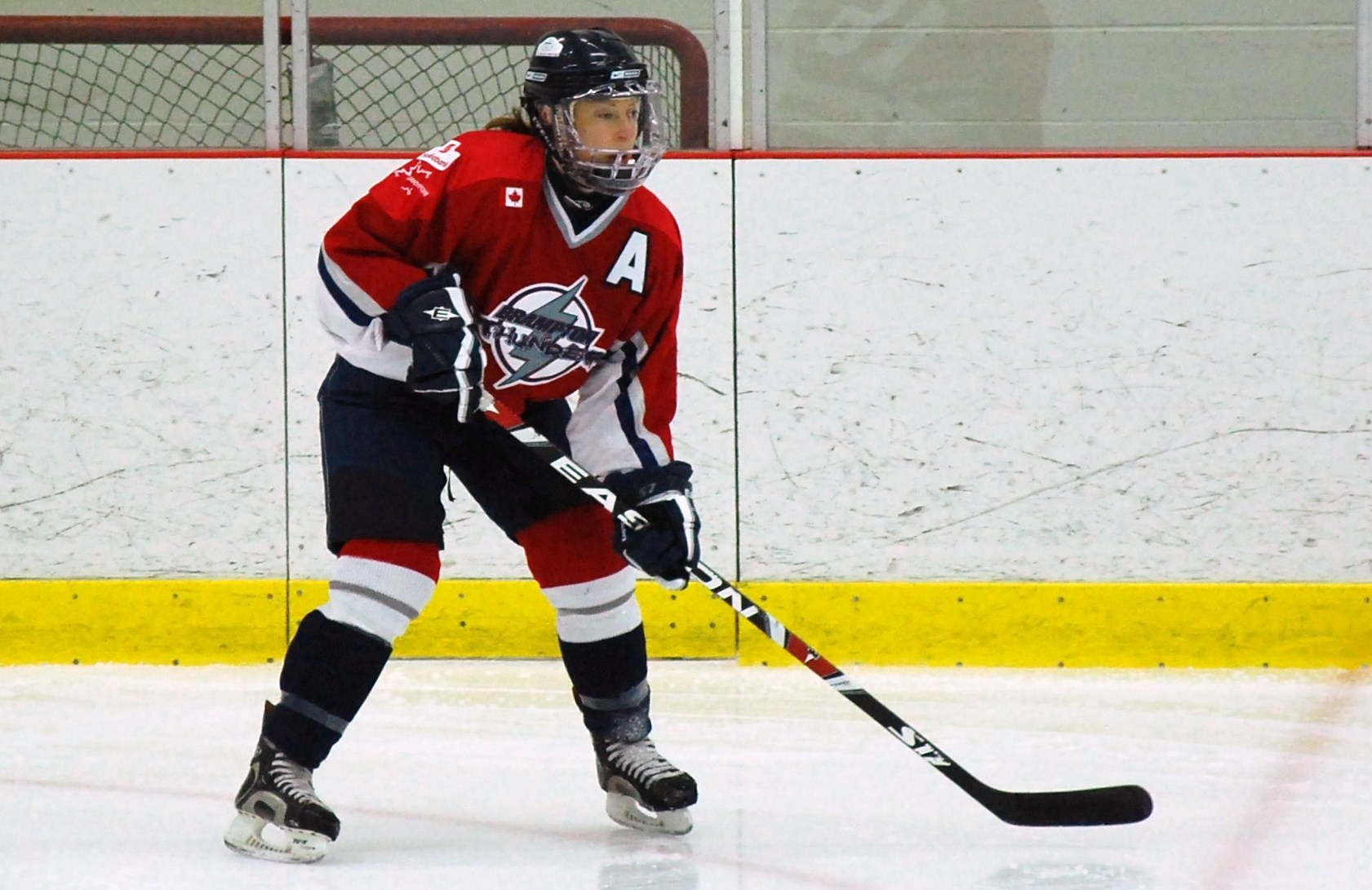

Jayna Hefford, född den 14 maj 1977 i Trenton, är en kanadensisk ishockeyspelare.
Hon tog OS-guld i damernas ishockeyturnering i samband med de olympiska ishockeytävlingarna 2002 i Salt Lake City.